# Ahmad Sharbini
Ahmad Sharbini (Rijeka, Croacia, 21 de febrero de 1984), futbolista croata, de origen sirio. Juega de delantero y su actual equipo es el NK Istra de la 1. HNL de Croacia.

## Selección nacional
Ha sido internacional con la Selección de fútbol de Croacia Sub-21.

### Participaciones en la Copa del Mundo
| Mundial                               | Sede              | Resultado    |
| ------------------------------------- | ----------------- | ------------ |
| Copa Mundial de Fútbol Sub-17 de 2001 | Trinidad y Tobago | Primera fase |

## Clubes
| Club         | País                   | Año       |
| ------------ | ---------------------- | --------- |
| NK Rijeka    | Croacia                | 2002-2007 |
| Al-Wahda FC  | Emiratos Árabes Unidos | 2007-2008 |
| FC Luzern    | Suiza                  | 2008      |
| NK Rijeka    | Croacia                | 2008-2009 |
| Hajduk Split | Croacia                | 2009-2012 |
| NK Istra     | Croacia                | 2012-     |